# Efekt gapowicza
Efekt gapowicza (ang. free-rider problem), niepoprawnie nazywany również problemem wolnego jeźdźca, jeździec na gapę, pasażer na gapę, efekt pieczeniarza – zagadnienie ekonomiczne dotyczące efektywności alokacji zasobów na rynkach dóbr o wysokich kosztach wykluczenia z konsumpcji. 
„Gapowicz” to osoba, która korzysta z dóbr lub usług nieodpłatnie lub w stopniu przewyższającym jej udział w kosztach ich wytworzenia. Problem ten często dotyczy dóbr publicznych. Jest istotny z punktu widzenia wpływu na rachunek ekonomiczny i związanej z tym podaży tej kategorii dóbr.

## Opis

Efekt gapowicza na rynkach dóbr publicznych i prywatnych

Gdy liczba „gapowiczów” będzie zbyt wysoka, może dojść do sytuacji, że zabraknie środków na sfinansowanie dóbr publicznych.
Po prawej stronie zilustrowane zostało zjawisko gapowicza, które przedstawia krzywą możliwości produkcyjnych, czyli kombinacja dóbr publicznych i prywatnych.
Przyjmijmy, że punkt A na rysunku przedstawia optymalną strukturę dóbr publicznych i prywatnych. Jednak wielu konsumentów woli być gapowiczami i nie będzie płacić za dobra publiczne. Wtedy mechanizm rynkowy niewykorzystane zasoby przesunie do produkcji dóbr prywatnych. Takie działanie spowoduje, że dóbr publicznych będzie za mało na rynku, dlatego mechanizm obierze na rysunku punkt B. Punkt B pokazuje, że produkcja dóbr publicznych spadnie przy wzroście produkcji dóbr prywatnych. Na rysunku umieszczony został także punkt C, który pokazuje sytuację, w której wszyscy konsumenci zostaliby gapowiczami i wtedy dobra publiczne przestałyby istnieć.

## Przykłady

### Przykład 1
Osoba korzystająca z transportu publicznego bez ważnego biletu odnosi korzyść, jaką niesie ze sobą ta usługa, ale jednocześnie nie ponosi kosztu na rzecz jej utrzymania. Wykorzystuje niejako fakt, że pozostali użytkownicy płacą, dzięki czemu ona także może korzystać, lecz bez ponoszenia kosztów własnych.
Sytuacja taka jest możliwa dzięki temu, że trudno jest daną osobę wykluczyć z konsumpcji – każdy może wsiąść do środka transportu publicznego.

### Przykład 2
Innym, często przytaczanym przykładem jest obrona narodowa. Nie jest możliwe wyjęcie danej, konkretnej osoby spod obrony militarnej w sytuacji, gdy zajdzie konieczność obrony. Skoro nie można tej osoby wykluczyć z konsumpcji tej usługi, to znaczy, że będzie ona ją konsumowała niezależnie od poniesionych na jej rzecz kosztów. Uświadamiając to sobie – dana jednostka nie będzie miała motywacji do tego, by ponosić koszty na rzecz obronności.

### Przykład 3
W sąsiedztwie jest 25 domów i istnieje możliwość założenia systemu monitoringu, celem podniesienia bezpieczeństwa. Koszt takiego przedsięwzięcia to 2.500 złotych. Pomimo że koszt na jednego mieszkańca wyniósłby tylko 100 złotych, część z nich może wyjść z założenia, że i tak odniosą korzyści w przypadku instalacji systemu, niezależnie od tego, czy za niego zapłacą, czy nie. Jeżeli większość zdecyduje się zainstalować system, wówczas oni, bez wkładu własnego nie będą mogli być wykluczeni z odnoszenia korzyści, jakie daje system monitoringu. Mogą zatem nie chcieć dorzucić się do wspólnej puli, pomimo że instalacja przyniesie korzyści także im.

## Rozwiązania
Najczęstszym rozwiązaniem problemu gapowicza są rozwiązania administracyjne. Aby móc efektywnie zaalokować zasoby przy danym przedsięwzięciu należy znaleźć środek przymusu i egzekucji wobec potencjalnych gapowiczów.

### Rozwiązanie 1
Problem można by zażegnać wprowadzając jedno z rozwiązań:
- wnoszenie opłaty bezpośrednio przy wchodzeniu do pojazdu komunikacji publicznej,
- ścisła kontrola uprzedniego wniesienia opłaty przy wchodzeniu do pojazdu.

Wówczas żadna osoba nie mogłaby korzystać z usługi transportowej bez poniesienia kosztów. Jednak oba rozwiązania są trudne do wykonania zarówno w sensie technicznym, jak i ekonomicznym, ponieważ wymagałyby znacznych nakładów na wynagrodzenia dla kontrolerów, a dodatkowo konieczność sprawdzenia każdego pasażera mogłaby spowodować opóźnienia w kursowaniu komunikacji.
Z tego względu dużo częściej stosowanym rozwiązaniem jest rozwiązanie oparte na podniesieniu ryzyka zachowań „gapowniczych”. Dzięki kontrolom wyrywkowym (a więc nie tak częstym i długim) ograniczone zostają znacznie negatywne efekty dwóch poprzednich rozwiązań, a jednocześnie poprzez groźbę wysokiej kary zostaje zmniejszona skłonność do zachowań „gapowniczych”. Korzyść, jaką odnosi pasażer korzystający z usługi, jest nadal taka sama, co przy podniesieniu ryzyka związanego z nieopłaceniem przejazdu będzie ograniczało takie zachowania.

### Rozwiązanie 2
Ponieważ nie ma możliwości wykluczenia danej osoby z czerpania korzyści, jakie daje obrona narodowa, państwo musi zapewnić udział wszystkich obywateli w ponoszeniu stosownych kosztów jej funkcjonowania. Dokonuje się to poprzez mechanizm dostępny jedynie państwu – mianowicie przymus prawny i aparat zdolny do jego egzekwowania.
Państwo nakłada obowiązkowe dla każdego obywatela podatki, których część jest przeznaczana na obronę narodową. Nie ma możliwości uwolnienia się od zobowiązania podatkowego za pomocą argumentu, że nie chcemy korzystać z danej usługi, ponieważ niezależnie od tego, czy chcemy, czy nie – i tak z niej korzystamy.

### Rozwiązanie 3
Rozwiązaniem problemu gapowicza w przypadku systemu monitoringu mogłoby być ograniczenie 25 niezależnych decyzji do jednej kolektywnej, która będzie następnie dotyczyć wszystkich członków sąsiedztwa.
W tym sensie 25 mieszkańców mogłoby zagłosować za lub przeciw instalacji systemu, ale gdy decyzja zostanie podjęta – wszyscy muszą się jej podporządkować. Ze względu na to, że nie istnieje prawna możliwość nałożenia obowiązku poniesienia opłaty na wszystkich mieszkańców, tego typu rozwiązanie jest możliwe albo w zintegrowanych i relatywnie małych społecznościach lub wymaga kroków administracyjnych, np. poprzez działanie rady osiedla, której decyzji mieszkańcy muszą się podporządkować z mocy prawa.